# Dendronephthya noumeensis
Dendronephthya noumeensis is een zachte koraalsoort uit de familie Nephtheidae. De koraalsoort komt uit het geslacht Dendronephthya. Dendronephthya noumeensis werd in 1974 voor het eerst wetenschappelijk beschreven door Verseveldt. 